# L'Oasis (roman)
Pour les articles homonymes, voir L'oasis.
L'Oasis est un roman de Xavier-Laurent Petit paru en 1997.
Il s'agit de Louis, le fils d'un coopérateur du journal fictif La Liberté. Il s'agit surtout de la vie dans l'Algérie des années 1990.

## Récompenses (3)
- Prix du roman historique jeunesse 1998,
- Prix des lecteurs du Mans 1998,
- Prix Tatoulu 1982.